# Jamielnik
Jamielnik [pronunciación en polaco: /jaˈmjɛlnik/] (en alemán: Jamielnik, entre 1940-45: Mispelwald) es una aldea en el distrito administrativo de Gmina Nowe Miasto Lubawskie, dentro del Distrito de Nowe Miasto, Voivodato de Varmia y Masuria, en el norte de Polonia. Se encuentra a unos 13 kilómetros al noroeste de Mszanowo (la sede del gmina), 14 kilómetros al norte de Nowe Miasto Lubawskie, y 71 kilómetros al suroeste de la capital regional, Olsztyn.
El pueblo tiene una población aproximada de 1.000 habitantes.